# Tippeligaen de 2005
O Campeonato Norueguês de 2005 ficou marcado por ser o ano no qual terminou a hegemonia do Rosenborg que já durava treze anos. O responsável por essa quebra foi o Vålerenga, que conquistou o campeonato pela quinta vez e fez a taça voltar para Oslo. A campanha do Vålarenga teve diversos méritos, porém não conquistou tantas vitórias quanto deveria (metade dos jogos foram de vitórias) e teve conquista apertada, tendo um ponto a mais do que o segundo colocado, o Start. O Rosenborg terminou a competição na modesta sétima colocação.

## Classificação final
| Pos. | Equipe       | J  | V  | E  | D  | GM | GS | SG  | Pts |
| ---- | ------------ | -- | -- | -- | -- | -- | -- | --- | --- |
| 1    | Vålerenga    | 26 | 13 | 7  | 6  | 40 | 27 | +13 | 46  |
| 2    | Start        | 26 | 13 | 6  | 7  | 47 | 35 | +12 | 45  |
| 3    | Lyn          | 26 | 12 | 8  | 6  | 37 | 21 | +16 | 44  |
| 4    | Lillestrøm   | 26 | 12 | 6  | 8  | 37 | 31 | +6  | 42  |
| 5    | Viking       | 26 | 12 | 5  | 9  | 37 | 32 | +5  | 41  |
| 6    | Brann        | 26 | 10 | 7  | 9  | 43 | 32 | +11 | 37  |
| 7    | Rosenborg    | 26 | 10 | 4  | 12 | 50 | 42 | +8  | 34  |
| 8    | Tromsø       | 26 | 8  | 10 | 8  | 31 | 30 | +1  | 34  |
| 9    | Odd Grenland | 26 | 9  | 6  | 11 | 28 | 51 | -23 | 33  |
| 10   | Ham-Kam      | 26 | 8  | 7  | 11 | 31 | 37 | -6  | 31  |
| 11   | Fredrikstad  | 26 | 8  | 7  | 11 | 35 | 44 | -9  | 31  |
| 12   | Molde        | 26 | 8  | 6  | 12 | 40 | 46 | -6  | 30  |
| 13   | Aalesund     | 26 | 6  | 9  | 11 | 30 | 42 | -12 | 27  |
| 14   | Bodø/Glimt   | 26 | 6  | 6  | 14 | 29 | 45 | -16 | 24  |

J = Jogos; V = Vitórias; E = Empates; D = Derrotas; GM = Gols marcados; GS = Gols sofridos; SG = Saldo de gols; Pts = Pontos.